# قائمة زملاء الجمعية الملكية المنتخبين في 1687
هذه الصفحة تعرض قائمة زملاء الجمعية الملكية المُنتخبين لعام 1687.

## الزملاء
- William Wotton [الإنجليزية]‏
- Jean de Hautefeuille [الإنجليزية]‏